# Liste des îles du Belize

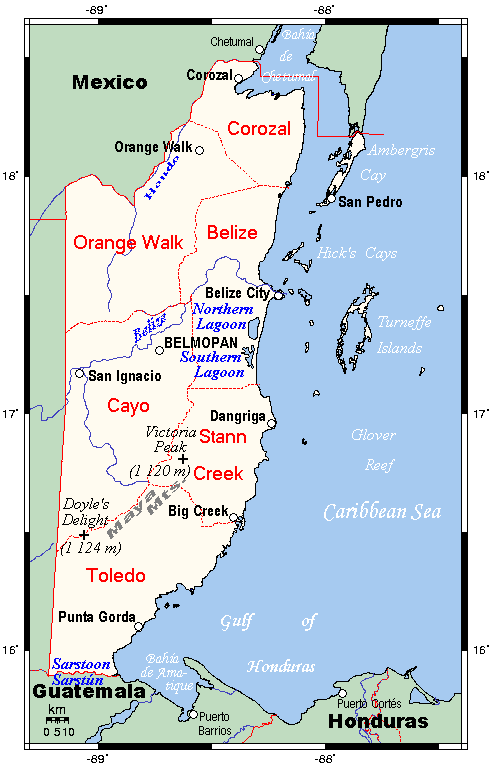
Carte du Belize

Le Belize dispose de 386 km de côtes et possède de nombreux récifs coralliens, cayes, îlots et récifs dans la mer des Caraïbes. La plupart d'entre eux forment la barrière de corail du Belize, la plus longue de l'hémisphère occidental, qui s'étend sur environ 322 km. Des récifs et des îles ont été classés au site du patrimoine mondial de l'UNESCO ou comme aire marine protégée (avec *).
Elles se répartissent sur cinq grands groupes (du nord au sud) et elles sont rattachées administrativement à un district du Belize.

## District de Belize

### Groupe Ambergris

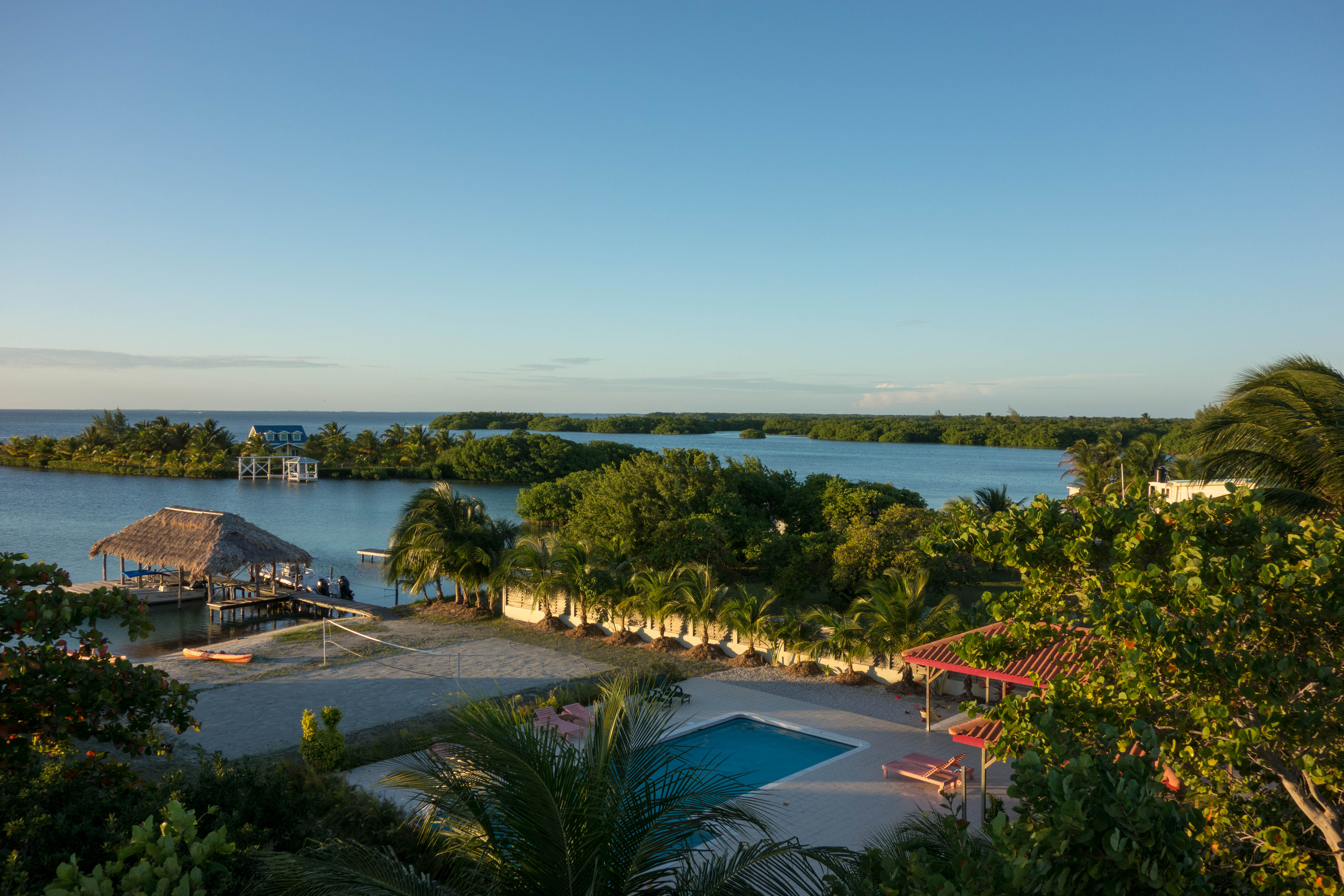
Caye St. Georges

- Caye Ambergris ;
- Caye Blackadore (île privée) ;
- Caye Caulker ;
- Caye Chapel (île privée) ;
- Caye Espanto (île privée);
- Caye Goff ;
- Cayes Hicks ;
- Caye Moho (île privée);
- Caye St. Georges ;

### Groupe Turneffe

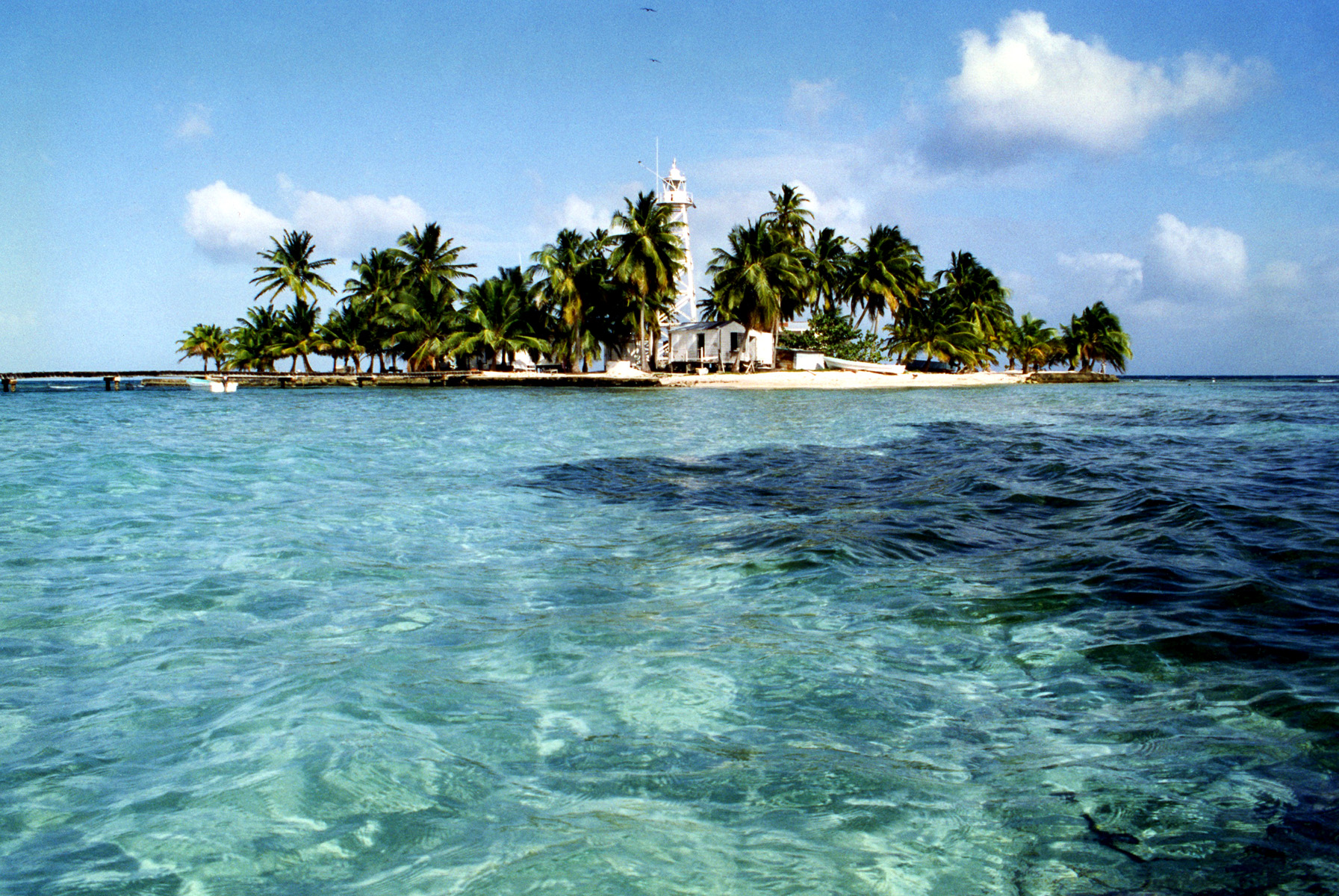
Caye English (phare)

- Atoll Turneffe :
  - Caye English (phare) ;
  - Big Cay Bokel (phare) ;
  - Caye Mauger (phare) ;

### Groupe Lighthouse

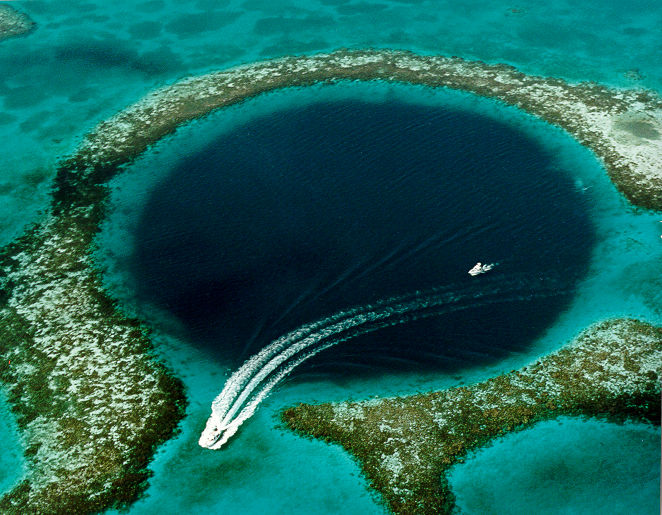
Grand Trou Bleu

- Récif Lighthouse (*) :
  - Caye Sandbore (phare) ;
  - Caye Northern ;
  - Grand Trou Bleu ;
  - Caye Half Moon (phare) ;
  - Caye Long (île privée) ;

### Groupe Glover
- Récif Glover (*) :

## District de Stann Creek

### Groupe Placencia

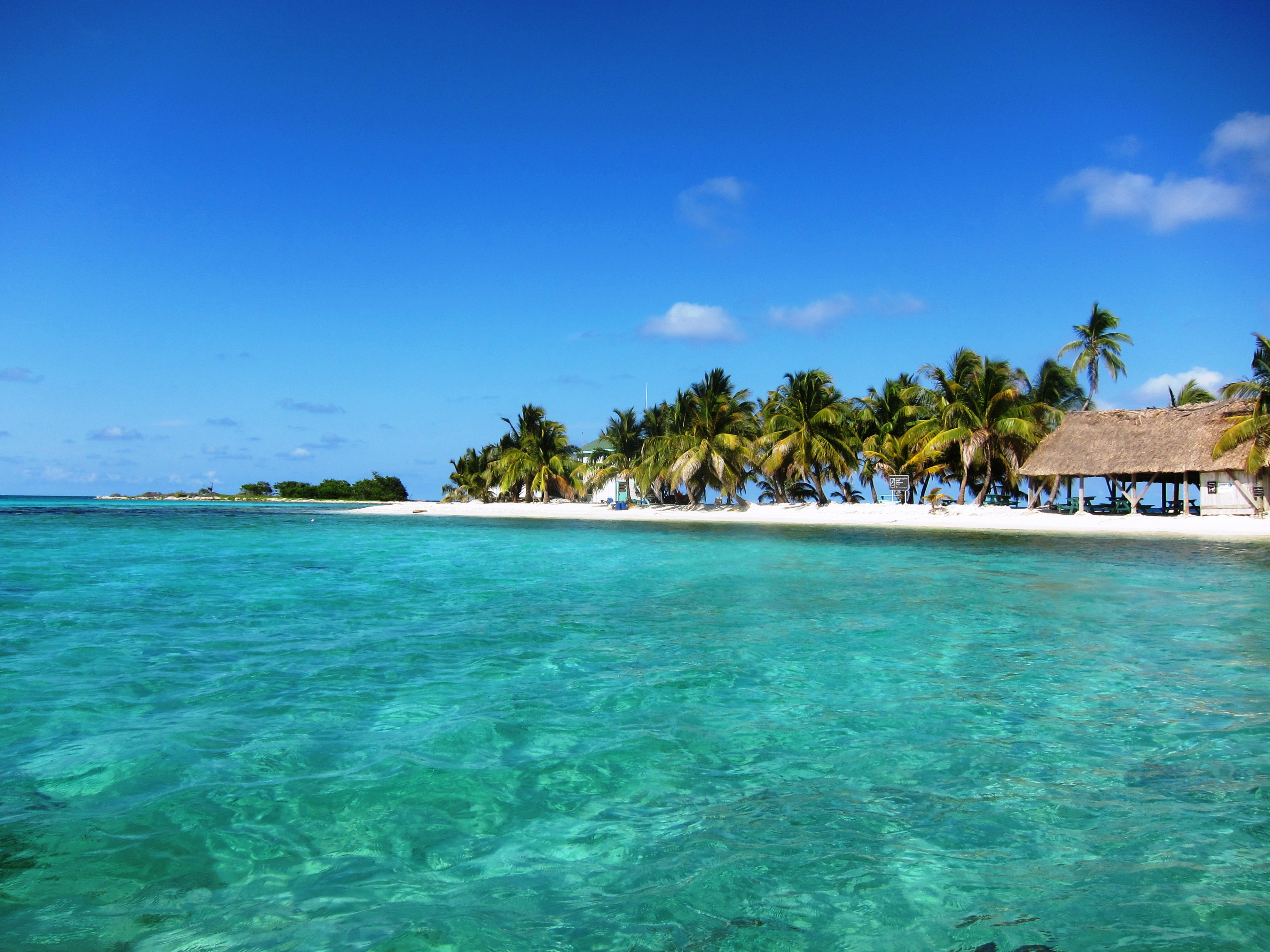
Caye Langhing Bird

- Caye Bugle (phare) ;
- Caye Laughing Bird (*) ;
- Caye Harvest (île privée) ;
- Caye Tobacco (*) ;
- Île Bird ;
- Royal Belize (île privée) ;
- Caye South Water (*) ;

## District de Toledo

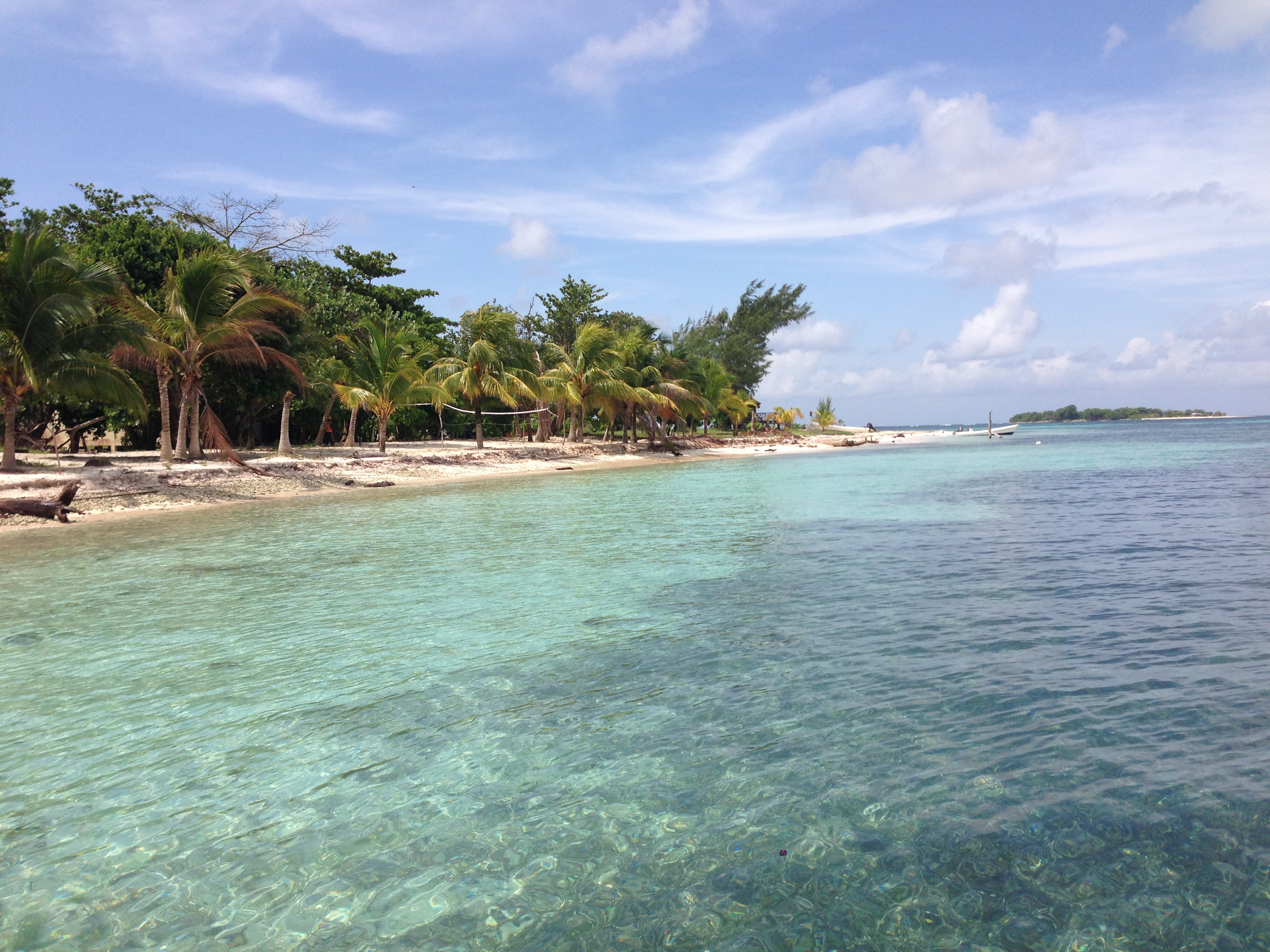
Caye Hunting

- Caye East Snake (phare) ;
- Caye Hunting (*);
- Caye Ranguana (île privée) ;
- Cayes Sapodilla (*) ;